# 小行星8399
小行星8399（英語：8399 Wakamatsu）是一颗围绕太阳公转的小行星。1994年1月2日，小林隆男在大泉町发现了此天体。
这颗小行星的绝对星等为136.6088958724388等。